# Navit
Navit это бесплатная, модульная, дружественная к сенсорному экрану, автомобильная навигационная система с открытым исходным кодом, с GPS слежением, движком маршрутизации в реальном времени и поддержкой различных форматов векторных карт. Она имеет как 2D, так и 3D представление данных карты.
Navit поддерживает различные операционные системы и аппаратные платформы, включая Windows, Windows CE, Linux, macOS, Android, iPhone, и Palm webOS. Версия WinCE может работать на GPS-устройстве, таком как tomtom или cartrek.
Навит может использоваться с несколькими источниками картографических данных, в частности с картами OpenStreetMap и Garmin.